# 宗方奈美
宗方 奈美（むなかた なみ、1944年2月9日 - ）は、日本の女優。本名は本庄紀子。東京都出身。特技は三味線、日舞。宝映テレビプロダクションに所属していた。

## 出演作品

### 映画
- 車夫遊侠伝 喧嘩辰（1964年、東映京都）
- 大殺陣（1964年、東映京都） - 山鹿みや
- 間諜（1964年、東映京都） - おそで
- 列車大襲撃（1964年、東映京都）
- 十兵衛暗殺剣（1964年、東映京都） - 美鶴
- 博徒対テキ屋（1964年、東映京都） - お絹
- 網走番外地（1965年、東映京都） - 妹・みち子
- さよならはダンスの後に（1965年、松竹） - 陽子
- 坊っちゃん（1966年、松竹大船） - 芸者ぽんた
- 日没前に愛して（1967年、松竹大船）
- 伊豆の踊子（1974年、東宝＝ホリ企画制作） - よし子

### テレビドラマ
- 特別機動捜査隊 （NET）
  - 第141話「おんな」（1964年）
  - 第158話「白い闘魚」（1964年）
  - 第166話「善意の街」（1964年）
  - 第178話「奇妙な女」（1965年）
  - 第200話「女の終着駅」（1965年）
  - 第234話「故郷は美くし」（1966年）
  - 第247話「白い金魚」（1966年）
  - 第559話「ある女の怪談」（1972年） - 玲子
  - 第599話「女房貸します」（1973年） - 理恵子
  - 第614話「死刑囚のプレゼント」（1973年） - 摂子
  - 第619話「南国慕情」（1973年） - 町子
  - 第619話「恐怖のハネムーン」（1973年） - 小夜子
  - 650話「二億円の謎」（1974年） - 折江
  - 第654話「矢崎班緊急出動せよ」(1974年) ※友情出演
  - 第678話「追いつめられた群」（1974年）- みどり
  - 第679話「渇いた道」（1974年） - さつき
  - 第708話「奄美徳之島に針路をとれ」（1975年） - 春子
  - 第716話「紬を着た女」（1975年） - 房子
  - 第780話「ある女の道」（1976年） - 奈美
  - 第797話「わが青春の輝ける日」（1977年） - 本間路子
  - 第801話「浮気の報酬」（1977年） - 百合子
- 三匹の侍（CX）
  - 第4シリーズ 第10話「群狼」（1966年） - おりょう
  - 第5シリーズ 第15話「どぶねずみ」（1968年） - お志津
- 窓からコンチワ（1967年、TBS）
- ザ・ガードマン（TBS）
  - 第67話「高倉キャップを消せ！」（1966年）
  - 第104話「白昼の大襲撃」（1967年）
- ローンウルフ 一匹狼 第6話「夜のバラは危険」（1967年、NTV）
- 銭形平次 （CX）
  - 第97話「女雛は知っていた」（1968年） - おしの
  - 第587話「平次御用旅」（1977年） - お島
- キイハンター （TBS）
  - 第221話「旅券001は必殺の番号」（1972年）
  - 第236話「夕陽のガンマン 荒野の大襲撃」（1972年）
  - 第241話「喜劇おへそ特攻隊」（1972年）
  - 第249話「お年玉は必殺必中の弾丸！」（1973年）
  - 第258話「生首を切られた男」（1973年）
  - 第260話「生きていた幽霊」（1973年） - 新村緋沙
- プレイガールシリーズ （12ch）
  - プレイガール
    - 第204話「悪鬼のような女」（1973年） - 篠宮登美子
    - 第237話「城下町の風俗巡査」（1973年） - 初江
    - 第271話「浴槽の全裸死美人」（1974年） - 飛鳥美奈
    - 第273話「ヌードモデル沖縄珍道中」（1974年） - 明美

  - プレイガールQ
    - 第4話「エデンの熟れた果実」（1974年） - 藍子
    - 第25話「連れ込みホテル殺人事件」（1975年） - 門脇早苗
    - 第47話「抱いた札束裸で消えた」（1975年） - 冴子
    - 第69話「寝乱れた東京エマニエル夫人」（1976年） - 太田あやめ
- 風の中のあいつ（1973年、TBS）
- 非情のライセンス（NET）
  - 第1シリーズ 第26話「兇悪の番外地」（1973年） - マリコ
  - 第2シリーズ
    - 第47話「兇悪の警察手帳」（1975年） - 綾子
    - 第67話「兇悪のプライバシー」（1976年） - トキ子
- キカイダー01 第20話「大狂乱シャドウ首領の正体判明」（1973年、NET） - 三田村由美子
- ザ・ボディガード 第1話「夕焼けの暗殺者」（1974年、NET）
- バーディ大作戦 （TBS）
  - 第7話「スター連続殺人事件」（1974年）
  - 第30話「グラマー殺し屋部隊」（1974年）
  - 第51話「午前0時13分の完全犯罪」（1975年）
- 右門捕物帖 第23話「消えた男」（1974年、NET）
- 大江戸捜査網（12ch→TX / 三船プロ）
  - 第159話「喧嘩三味線うすなさけ」（1974年）
  - 第619話「姫が消えた非情の囮作戦」（1983年） - 志乃
- Gメンシリーズ（TBS）
  - Gメン'75
    - 第1話「エアポート捜査線」（1975年） - スナックのマダム
    - 第45話「警視庁広域手配 No.307」（1976年） - 宝石を盗られた女
    - 第128話「六万五千円の警察手帳」（1977年） - 一平荘女将
    - 第138話「複顔術」（1978年） - 井川助教授の助手
    - 第157話「ウェディングドレス殺人事件」（1978年） - バーのママ
    - 第181話「宮の森交番21時の出来事」（1978年） - バー従業員
    - 第242話「美女たちの密室殺人」（1980年） - 由香里
    - 第284話「金髪女性バスルーム殺人事件」（1980年） - 和風喫茶主人
    - 第317話「女の裏窓24時間」、第318話「女の裏窓24時間PART2」（1981年） - 律子
    - 第341話「サンタクロース殺人事件」（1981年） - 勇の母親

  - Gメン'82
    - 第2話「アイドル歌手トリック殺人」（1982年） - マンションの妻
    - 第16話「花嫁強盗団」（1983年） - デザイナー
- 影同心（1975年、MBS / 東映）
  - 第14話「大奥（秘）殺し節」 - 美代
  - 第27話「赤いしごきの殺し節」 - おげん
- 少年探偵団 第10話「BD7危機一髪! 2」（1975年、NTV） - 坂田夫人
- 破れ傘刀舟 悪人狩り 第92話「狙われた女」（1976年、NET） - お浜
- 新・座頭市 第11話「風に別れた二つ道」（1976年、CX）
- 遠山の金さん 杉良太郎版 第99話「奈落に落ちた玉の輿」（1977年、NET/東映）- 福富屋女中 りつ
- 桃太郎侍 第99話「引越して来たスゴい奴」（1978年、NTV） - まゆ
- 江戸の渦潮 第20話「くたばれ! 女蕩し」（1978年、CX）
- 特捜最前線 （ANB）
  - 第89話「パトロール婦警狙撃事件!」（1978年）
  - 第194話「判事、ラブホテル密会事件!」（1981年）
  - 第296話「カーリーヘアの女!」（1983年）
  - 第314話「妻たちの犯罪日誌!」（1983年）
  - 第325話「超能力の女!」（1983年）
- スーパー戦隊シリーズ（ANB）
  - 太陽戦隊サンバルカン 第4話「少年探偵とスパイ」（1981年） - 家庭教師（ダークQ）
  - 超新星フラッシュマン 第34話「激流に消えたブン」（1986年） - 加代子
  - 超獣戦隊ライブマン 第20話「落第オブラーの逆襲!」、第21話「豪よ聞け! 母の声を…」（1988年） - 豪の母
- 噂の刑事トミーとマツ 第2シリーズ 第19話「城ケ島の対決! トミマツVS凶悪軍団」（1982年、TBS / 大映テレビ） - 蘭子（詐欺師）
- 同心暁蘭之介 第16話「寄場破り」（1982年、CX）
- ザ・ハングマンシリーズ（ABC）
  - ザ・ハングマン4 第10話「エリートの父親が隠し子の命を狙う!」（1984年） - 秀奴（芸者）
  - ザ・ハングマンV 第25話「代理ママの製造ベビーが売られる!」（1986年） - 小谷雅代（小谷産婦人科医院長）
  - ザ・ハングマン6 第10話「美少女がエイズの罠にはまる!」（1987年） - 三谷映子（三谷病院院長）※欠番扱い
- 太陽にほえろ! （NTV）
  - 第641話「二度死んだ女」（1985年） - バーのママ
  - 第712話「小鳥のさえずり」（1986年）
- さすらい刑事旅情編IV 第14話「ローカル線で待つ女・不倫の決算書」（1992年、ANB）
- 土曜ワイド劇場 （ANB）
  - 「湯けむり 草津温泉・女たちの殺人研修ツアー」（1993年） - 松野浩子
  - 「正当防衛」（1997年） - 北沢圭子の母
- 火曜サスペンス劇場 （NTV）
  - 「歪んだ果実」（1996年）
  - 「当番弁護士5」（1998年） - 南喜代
- 新・半七捕物帳 第2話「湯屋の二階」（1997年、NHK）- 山本りく